# Costas Kondylis
Constantine Andrew Kondylis dit Costas Kondylis , né le 17 avril 1940 à Bujumbura (Burundi, alors Rwanda-Urundi) et mort le 17 août 2018 à Manhattan, est un architecte américain d'origine grecque.

## Biographie

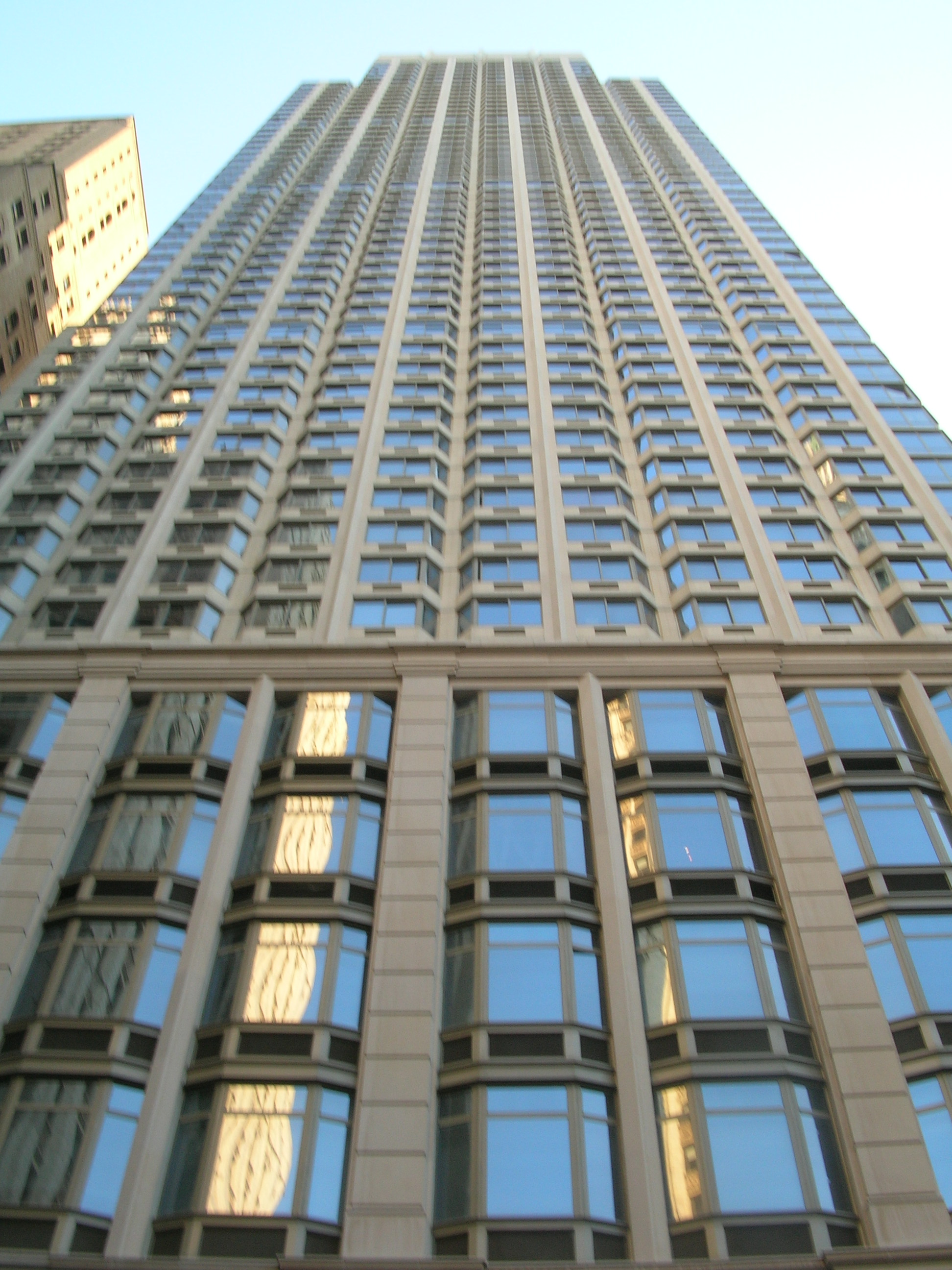
Barclay Tower.

Installé aux États-Unis depuis 1967, Costas Kondylis a construit un grand nombre de gratte-ciels (une trentaine) dans l'agglomération de New York depuis la formation de son cabinet d'architecture Costas Kondylis and Partners LLP en 1989. Il a beaucoup travaillé avec Donald Trump.
Les immeubles qu'il conçoit sont en général de style post-moderne.

## Gratte-ciel réalisés par l'agence de Costas Kondylis
Parmi la quarantaine de gratte-ciel réalisés par l'agence de Costas Kondylis;, on retrouve :
- Brittany Apartments, New York, 1995
- The Strathmore, New York, 1996
- Paramount Tower Apartments, New York, 1998
- 180 Riverside Boulevard at Trump Place, New York, 1998
- Trump World Tower, New York, 2000
- Capitol at Chelsea, New York, 2001
- Bridge Tower Place Condominiums, New York, 2001
- Grand Beekman Condominiums, New York, 2003
- 220 Riverside Boulevard at Trump Place, New York, 2003
- 140 Riverside Boulevard at Trump Place, New York, 2003
- The Aston, New York, 2004
- 240 Riverside Boulevard at Trump place, New York, 2005
- Trump Tower at City Center, White Plains, banlieue de New York, 2005
- The Avery, New York, 2006
- Barclay Tower, New York, 2007
- Chelsea Landmark, New York, 2007
- The Rushmore, New York, 2008
- Trump parc, Stamford, banlieue de New York, 2009
- Silver Towers, New York, 2009
- DKLB BKLN,  New York, 2010